# Безхребетна оксамитова акула білохвоста
Безхребетна оксамитова акула білохвоста (Scymnodalatias albicauda) — акула з роду Безхребетна оксамитова акула родини Полярні акули. Інша назва «білохвоста колюча акула».

## Опис
Загальна довжина досягає 1,11 м. Голова доволі невелика, конічної форми. Морда коротка, загострена. Очі помірно великі, овальні, розміщені на голові високо. Рот невеликий. У неї 5 пар коротких зябрових щілин. Тулуб щільний та важкий. Має 2 маленьких спинних плавця, що розташовані ближче до хвостового плавця. Грудні плавці трикутні. Хвостовий плавець гетероцеркальний, нижня лопать майже не розвинена. Анальний плавець відсутній.
Забарвлення темно-сіре з коричневим відливом. На тілі присутні темно-коричневі або чорні плями. Забарвлення хвостового плавця значно світліше (звідси походить назва цієї акули), кінчик його верхньої лопаті чорного кольору.

## Спосіб життя
Тримається на глибині від 150 до 510 м. Доволі активний хижак. Полює біля дна, бентофаг. Живиться костистою рибою та дрібними донними безхребетними.
Це яйцеживородна акула. Самиця народжує до 59-60 дитинчат. Втім процес парування й розмноження

## Розповсюдження
Мешкає як окремі ареали у східній частині Індійського океану, біля південної Австралії та Нової Зеландії.